# Баркола, Брадли
Брадли́ Лора́н Баркола́ (фр. Bradley Laurent Barcola; род. 2 сентября 2002, Вийёрбан) — французский футболист, нападающий клуба «Пари Сен-Жермен» и сборной Франции. Бронзовый призёр чемпионата Европы 2024.

## Клубная карьера
Баркола — воспитанник клуба «Олимпик Лион». 4 ноября 2021 года в поединке Лиги Европы против пражской «Спарты» Брадли дебютировал за основной состав, заменив во втором тайме Райана Шерки. В конце встречи Баркола сделал голевую передачу на Карла Токо-Экамби. 31 августа 2023 года перешёл в «Пари Сен-Жермен», цена трансфера составила 45 миллионов евро. 3 сентября дебютировал, выйдя на замену в победной гостевой игре против «Олимпик Лион». Завершил сезон с 5 голами и 8 ассистами в 39 матчах за ПСЖ.

## Карьера в сборной
Баркола был впервые вызван в юношескую сборную Франции до 18 лет в январе 2020 года, чтобы сыграть два товарищеских матча, но не получил официального ограничения, а большинство юношеских матчей было отменено из-за COVID-19 в течение следующих сезонов.

## Достижения
«Пари Сен-Жермен»
- Чемпион Франции (2): 2023/24, 2024/25
- Обладатель Кубка Франции (2): 2023/24, 2024/25
- Обладатель Суперкубка Франции (2): 2023, 2024
- Победитель Лиги чемпионов УЕФА: 2024/25
- Обладатель Суперкубка УЕФА: 2025

Сборная Франции
- Бронзовый призёр Лиги наций УЕФА: 2024/25

## Статистика

### Клубная
| Выступление      | Выступление      | Выступление      | Лига | Лига | Кубки | Кубки | Еврокубки | Еврокубки | Остальные | Остальные | Итого | Итого |
| Клуб             | Лига             | Сезон            | Игры | Голы | Игры  | Голы  | Игры      | Голы      | Игры      | Голы      | Игры  | Голы  |
| ---------------- | ---------------- | ---------------- | ---- | ---- | ----- | ----- | --------- | --------- | --------- | --------- | ----- | ----- |
| Олимпик Лион     | Лига 1           | 2021/22          | 11   | 0    | 0     | 0     | 2         | 0         | 0         | 0         | 13    | 0     |
| Олимпик Лион     | Лига 1           | 2022/23          | 26   | 5    | 5     | 2     | 0         | 0         | 0         | 0         | 31    | 7     |
| Олимпик Лион     | Лига 1           | 2023/24          | 3    | 0    | 0     | 0     | 0         | 0         | 0         | 0         | 3     | 0     |
| Олимпик Лион     | Итого            | Итого            | 40   | 5    | 5     | 2     | 2         | 0         | 0         | 0         | 47    | 7     |
| Пари Сен-Жермен  | Лига 1           | 2023/24          | 25   | 4    | 4     | 0     | 10        | 1         | 0         | 0         | 39    | 5     |
| Пари Сен-Жермен  | Лига 1           | 2024/25          | 31   | 13   | 6     | 2     | 14        | 3         | 0         | 0         | 51    | 18    |
| Пари Сен-Жермен  | Итого            | Итого            | 56   | 17   | 10    | 2     | 24        | 4         | 0         | 0         | 90    | 23    |
| Всего за карьеру | Всего за карьеру | Всего за карьеру | 96   | 22   | 15    | 4     | 26        | 4         | 0         | 0         | 137   | 30    |

### Сборная
| Сборная          | Сезон            | Товарищеские | Товарищеские | Турниры | Турниры | Всего | Всего |
| Сборная          | Сезон            | Игры         | Голы         | Игры    | Голы    | Игры  | Голы  |
| ---------------- | ---------------- | ------------ | ------------ | ------- | ------- | ----- | ----- |
| Франция          | 2024             | 2            | 0            | 9       | 2       | 11    | 2     |
| Всего за карьеру | Всего за карьеру | 2            | 0            | 9       | 2       | 11    | 2     |

## Стиль игрока
Баркола — универсальный нападающий, способный играть на обеих сторонах передовой тройки или в качестве центрального нападающего. Быстрый и точный у ворот, он вдохновлялся такими игроками, как Пьер-Эмерик Обамеянг.